# Fabienne Dufour
Fabienne Dufour (Bastoña, 11 de julio de 1981) es una deportista belga que compitió en natación. Ganó una medalla de plata en el Campeonato Europeo de Natación de 2000, en la prueba de 4 × 100 m estilos.

## Palmarés internacional
| Campeonato Europeo | Campeonato Europeo   | Campeonato Europeo | Campeonato Europeo |
| Año                | Lugar                | Medalla            | Prueba             |
| ------------------ | -------------------- | ------------------ | ------------------ |
| 2000               | Helsinki (Finlandia) | Medalla de plata   | 4 × 100 m estilos  |